# Avantha Masters
O Avantha Masters é um torneio de golfe profissional tri-sancionado pelo Circuito Europeu, pelo Circuito Asiático e pelo Circuito de Golfe Profissional Indiano. Foi disputado no DLF Golf and Country Club, em Deli, na Índia, entre 2010 e 2012, e passou a ser disputado, em 2013, no Jaypee Greens Golf Club, em Greater Noida.
Em 5 de setembro de 2013, o patrocinador do torneio, Avantha Group, havia decidido não renovar o contrato com o Circuito Europeu por causa de condições econômicas atuais do país [Índia]. Como consequência, o Avantha Masters foi removido do calendário dos três Circuitos em 2014.

## Campeões

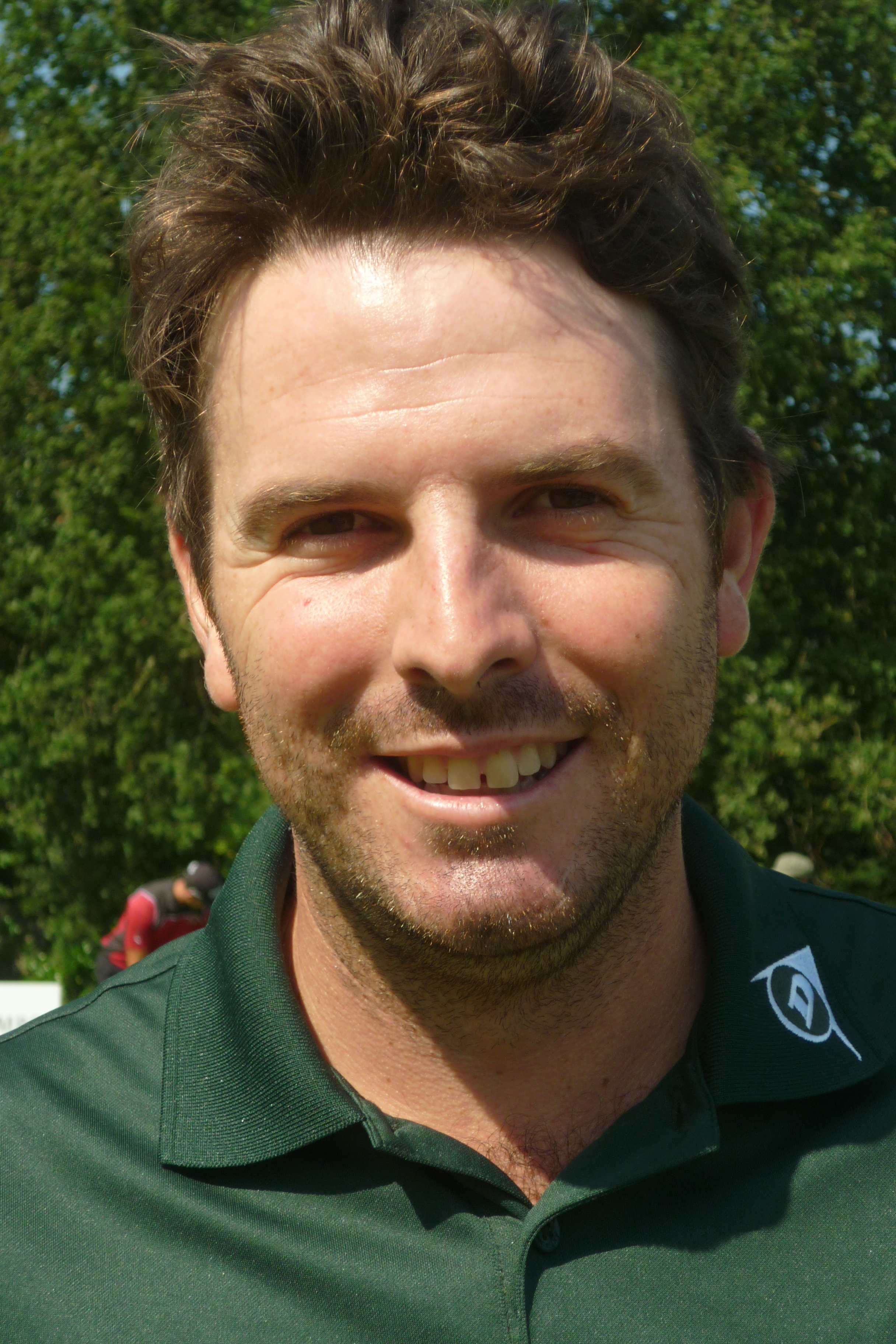
Thomas foi o último campeão do torneio

| Ano  | Campeão        | País          | Pontuação | Ao par | Margem de vitória | Vice-campeão(ões)           |
| ---- | -------------- | ------------- | --------- | ------ | ----------------- | --------------------------- |
| 2013 | Thomas Aiken   | África do Sul | 265       | −23    | 3 tacadas         | Gaganjeet Bhullar           |
| 2012 | Jbe' Kruger    | África do Sul | 274       | −14    | 2 tacadas         | Jorge Campillo, Marcel Siem |
| 2011 | Shiv Chowrasia | Índia         | 273       | −15    | 1 tacada          | Robert Coles                |
| 2010 | Andrew Dodt    | Austrália     | 274       | −14    | 1 tacada          | Richard Finch               |